# Then (Anne-Marie)
Then is een nummer van de Britse zangeres Anne-Marie uit 2017. Het is de vierde single van haar debuutalbum Speak Your Mind.
"Then" gaat over een relatie die, zoals de titel al doet vermoeden, tot het verleden behoort. Het nummer flopte in Anne-Marie's thuisland het Verenigd Koninkrijk met een 87e positie. In Nederland was de plaat een klein succesje met een 15e positie in de Tipparade.